# Boepolder
De Boepolder is een kleine polder die kort na 1626 werd gesticht. De polder is gelegen aan de noordzijde van Woubrugge grenzend aan de Wijde Aa en de Woudwetering in de gemeente Kaag en Braassem. Ze werd in 1655 aan  waterschap en polder Oudendijk toegevoegd. In 1727 gaf het Hoogheemraadschap van Rijnland vergunning beide polders door middel van natte vervening tot onder de grondwaterspiegel af te graven voor turf, op voorwaarde dat ze daarna weer werden drooggelegd.
De polder is door de geschiedenis ervan van cultuurhistorisch belang. Voor de eerste inpoldering was er al een door bemaling ontwaterd stuk land dat Boe of Boede werd genoemd. De huidige negentiende-eeuwse hoeve 'De Boe' heeft eeuwenoude voorgangers.
Het gebied maakt deel uit van  Natuurnetwerk Nederland. Anno 2017 bestaat de wens om de Boepolder een natuurbestemming te geven.